# Abanga-Bigne
Abanga-Bigne (oder Abanga-Bigné) ist ein Departement in der Provinz Moyen-Ogooué in Gabun und liegt zentral. Das Departement hatte 2013 etwa 15.000 Einwohner.

## Gliederung
- Ndjolé